# 南辛镇
南辛镇是中华人民共和国山东省曲阜市下辖的一个镇，在鲁城街道东南，南邻邹城市。面积101平方公里，总人口5.3万。现辖42个行政村。2000年，将原尼山乡和南辛镇合并。尼山是孔子的出生地。境内有尼山水库。

## 人口
2010年中国第六次人口普查时，南辛镇共有人口47677人。共有家庭14002户，平均每户3.40人。14岁以下的少年儿童共7817人，占总人口16.39%；15-64岁人口共34558人，占总人口72.48%；65岁及以上的老年人共5302人，占总人口的11.12%。男性共计23996人，占总人口50.33%；女性共计23681人，占总人口49.66%。本地居住的人口中，拥有本地户籍的人口为46885人，占98.33%。